# Pedagogical Agent
Ein Pedagogical Agent ist eine, meist animierte, Computerfigur, die in Software oder auf Webseiten eingebunden werden kann. Ein solcher Agent kann verschiedene Aufgaben übernehmen, wie Hilfe geben, durch das Programm führen, lehren, Tipps und Ratschläge geben usw.
Merkmale pädagogischer Agenten können sein: anthropomorphisches Aussehen und menschliche Stimme, Bewegung, Gestik, Mimik unter anderem Pädagogischen Agenten wird eine positive Wirkung auf die Motivation zum Beispiel beim Lernen zugeschrieben. Außerdem lenken sie den Lerner, wodurch er sich auf das Wesentliche konzentrieren kann.